# San Francisco Bay Area
|                                          |  |                                              |
| Situering van de Bay Area in Californië. |  | Satellietfoto van de San Francisco Bay Area. |

De San Francisco Bay Area (lokaal meestal The Bay Area genoemd) is een grootstedelijke agglomeratie in Noord-Californië in de Verenigde Staten. Het gebied bestaat uit de steden San Jose, San Francisco, Oakland en Berkeley die alle rond de Baai van San Francisco liggen. Met ruim 7,2 miljoen inwoners is het de op vijf na grootste agglomeratie (Combined Statistical Area) in de Verenigde Staten. Alleen New York, Los Angeles, Chicago, Washington D.C.-Baltimore en Boston zijn groter.
Belangrijk voor het gebied is de hightech-industrie die zich concentreert in Silicon Valley, in het zuiden van de Bay Area. Een aantal grote computerbedrijven heeft er zijn hoofdkantoor, waaronder Apple, HP, Intel, Sun en Google Inc. Er zijn bovendien verschillende grote universiteiten in de Bay Area, waarvan Berkeley en Stanford de twee meest gerenommeerde zijn. Verder kent het een bloeiend cultureel leven. In de steden bevinden zich beroemde clubs en theaters zoals The Fillmore en Paramount Theatre. Dit heeft zich in de muziekwereld gemanifesteerd onder de naam Bay Area Music Scene. Zo ontstond het thrashmetal-genre, met de band Metallica als grootste naam, in de Bay Area.
Samen met de agglomeraties in de Central Valley vormt de Bay Area volgens de Regional Plan Association de Northern California Megaregion, een van de elf opkomende megaregio's van de VS. Dat enorme gebied omvat 31 county's en telde in 2000 bijna 13 miljoen inwoners.

## Deelregio's

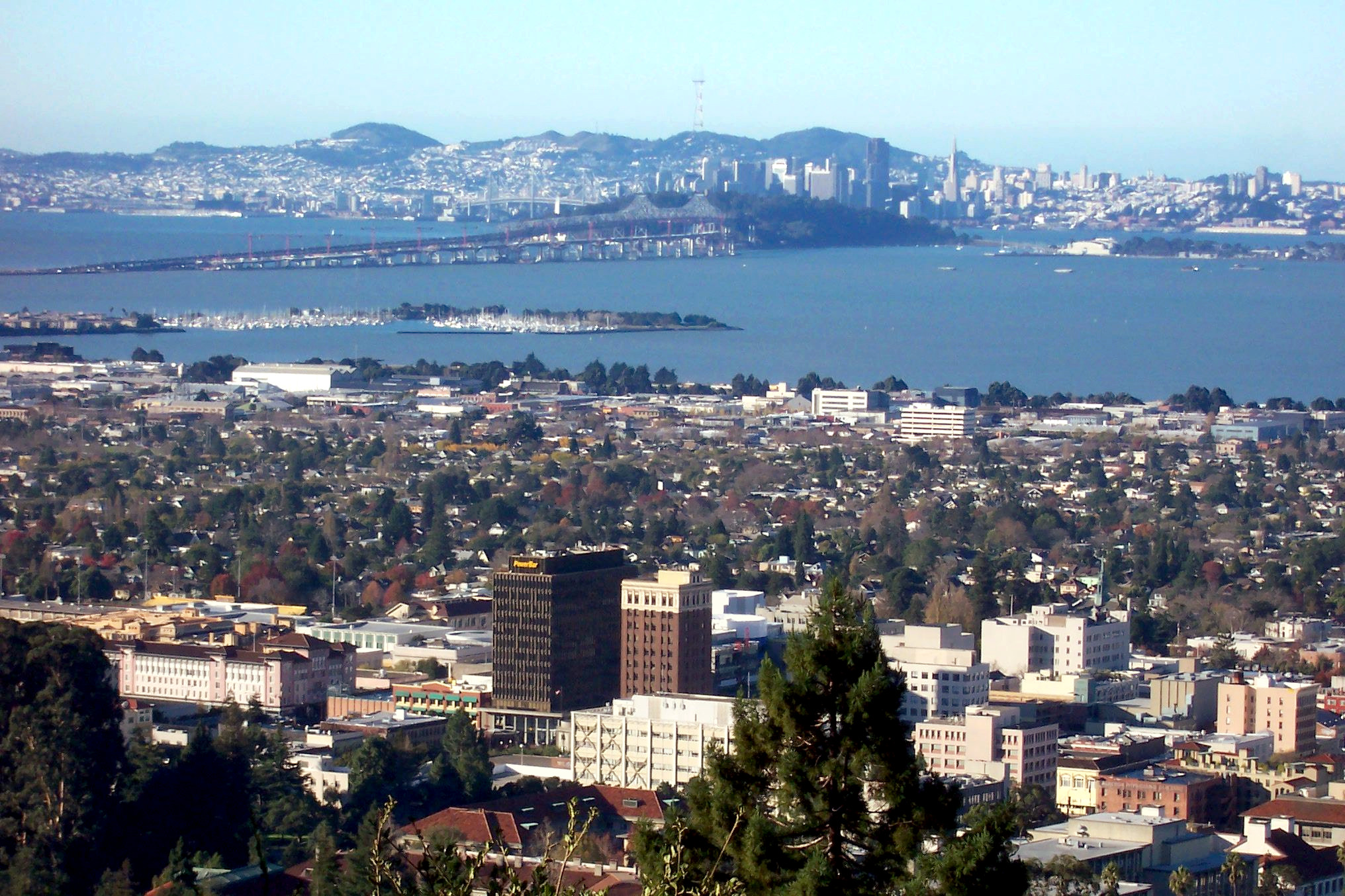
Zicht op San Francisco en de baai vanuit Berkeley in de East Bay.

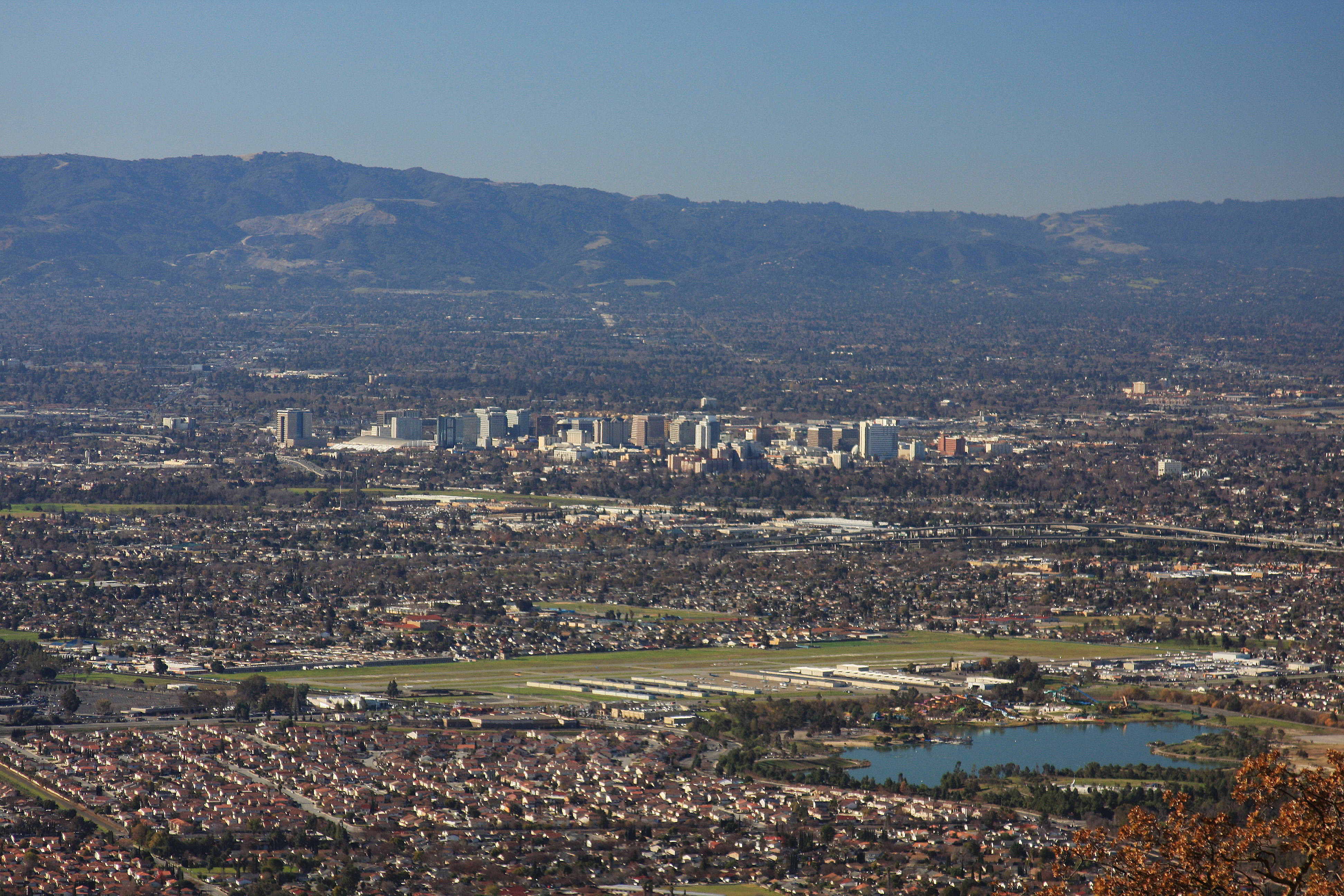
San Jose in de Santa Clara Valley, in het zuiden van de Bay Area.

Binnen de San Francisco Bay Area kan er onderscheid gemaakt worden tussen verschillende deelregio's:
- De East Bay is het gebied ten oosten van de baai, dat uit de county's Alameda en Contra Costa bestaat. Er kan een onderscheid gemaakt worden tussen de Inner East Bay, dat langs de waterkant ligt, en de Outer East Bay, dat de valleien verder landinwaarts omvat. De belangrijkste steden aan de oostelijke oever van de baai zijn Oakland, Hayward, Fremont, Berkeley en Richmond.
- De North Bay is de streek ten noorden van de Golden Gate. Daartoe horen de county's Marin, Sonoma, Napa en Solano. Fairfield (in Solano County) ligt op gelijke afstand van San Francisco en Sacramento en geldt als de officieuze oostgrens van de Bay Area. Op enkele uitzonderingen na is de North Bay erg welvarend; Marin is de rijkste county van de staat. Het gebied, met de wijnbouwregio's Napa en Sonoma, is het minst stedelijke van de Bay Area. De grootste stad is Santa Rosa.
- Onder de Peninsula verstaat men de streek tussen San Francisco en Silicon Valley. Hiertoe horen steden en voorsteden in San Mateo County en in het noorden van Santa Clara County. Hoewel San Francisco natuurlijk op het schiereiland van San Francisco ligt, wordt het niet tot de Peninsula gerekend. De Peninsula is een erg divers gebied - een oorspronkelijk landelijk gebied waar mensen uit de middenklasse zich na de Tweede Wereldoorlog kwamen vestigen.
- San Francisco, op het uiteinde van het gelijknamige schiereiland, wordt langs drie kanten omringd door water. Er wonen ongeveer 800.000 mensen op een oppervlakte van 121 km², wat het de op een na meest dichtbevolkte stad van de VS maakt, na New York. Door forensenverkeer en toerisme zijn er overdag vaak meer dan 1 miljoen mensen in de stad.
- De South Bay valt ongeveer samen met Santa Clara Valley of Santa Clara County en wordt gedomineerd door de grote stad San Jose en Silicon Valley, het hart van de hightech-industrie. De opkomst van Silicon Valley heeft ervoor gezorgd dat de vallei tegenwoordig verstedelijkt in plaats van vervoorstedelijkt. Er wonen, ook door de bloeiende hightech-industrie, bijzonder veel miljonairs en miljardairs in de South Bay.
- Santa Cruz en San Benito County worden soms ook tot de Bay Area gerekend. De meeste regionale autoriteiten zien ze niet als onderdeel van de Bay Area, maar het United States Census Bureau doet dat wel. In zekere zin behoren de twee county's zowel tot de San Francisco Bay Area als de Monterey Bay Area.

## Demografie
Volgens de volkstelling van 2010 door het United States Census Bureau bedroeg de bevolking van de negen county's die aan de Baai van San Francisco grenzen 7,15 miljoen. De etnische samenstelling van de bevolking was als volgt: 52,5% blank, 23,3% Aziatisch, 6,7% Afro-Amerikaans, 0,7% indiaans en 0,6% afkomstig van de eilanden in de Stille Oceaan. Daarnaast was 10,8% van een ander ras en 5,4% van twee of meer rassen. Onder de Aziatische bevolking van de Bay Area waren Chinese Amerikanen het best vertegenwoordigd, gevolgd door Filipijnse, Indische en Vietnamese Amerikanen. In totaal identificeerde 23,5% van de bevolking zich als Hispanic of Latino, waarvan het merendeel Mexicaans.
De Bay Area is door de aanwezigheid van economische centra als San Francisco, Oakland, San Jose en Silicon Valley een van de meest welvarende streken in de VS.
Hoofdstad: Sacramento
Regio's: Antelope Valley · Big Sur · Cascade Range · Central Coast · Central Valley · Channel Islands · Coachella Valley · Conejo Valley · Cucamonga Valley · Death Valley · East Bay · East County · Emerald Triangle · Gold Country · Greater Los Angeles · Grote Bekken · Imperial Valley · Inland Empire · Klamath Basin · Lake Tahoe · Los Angeles Basin · Lost Coast · Mojave · Mountain Empire · Noord-Californië · North Bay · North Coast · North County · Oost-Californië · Owens Valley · Oxnard Plain · San Francisco Peninsula · Pomona Valley · Sacramento Valley · San Bernardino Valley · San Diego–Tijuana · San Fernando Valley · San Francisco Bay Area · San Gabriel Valley · San Joaquin Valley · Santa Clara Valley · Santa Clarita Valley · Shasta Cascade · Sierra Nevada · Silicon Valley · South Bay (LA) · South Bay (SD) · South Bay (SF) · South Coast · Southern Border Region · Upstate California · Wine Country · Yosemite · Zuid-Californië
Metropolitane gebieden: Bakersfield · Chico · Fresno · Los Angeles-Long Beach-Glendale · Modesto · Napa · Oakland-Fremont-Hayward · Oxnard-Thousand Oaks-Ventura · Riverside-San Bernardino-Ontario · Sacramento-Roseville · Salinas · San Diego-Carlsbad-San Marcos · San Francisco-San Mateo-Redwood City · San Jose-Sunnyvale-Santa Clara · San Luis Obispo-Paso Robles · Santa Ana-Anaheim-Irvine · Santa Barbara-Santa Maria · Santa Cruz-Watsonville · Santa Rosa-Petaluma · Stockton · Vallejo-Fairfield · Visalia-Porterville · Yuba City
County's: Alameda · Alpine · Amador · Butte · Calaveras · Colusa · Contra Costa · Del Norte · El Dorado · Fresno · Glenn · Humboldt · Imperial · Inyo · Kern · Kings · Lake · Lassen · Los Angeles · Madera · Marin · Mariposa · Mendocino · Merced · Modoc · Mono · Monterey · Napa · Nevada · Orange · Placer · Plumas · Riverside · Sacramento · San Benito · San Bernardino · San Diego · San Francisco · San Joaquin · San Luis Obispo · San Mateo · Santa Barbara · Santa Clara · Santa Cruz · Shasta · Sierra · Siskiyou · Solano · Sonoma · Stanislaus · Sutter · Tehama · Trinity · Tulare · Tuolumne · Ventura · Yolo · Yuba
Portaal Californië